# Ambun
Ambun – dawna jednostka masy, stosowana w średniowieczu na terenie zachodniego Pamiru. Ambun odpowiadał ok. 78-79 kg.